# جوش هاربر
جوش هاربر (بالإنجليزية: Josh Harper)‏ هو لاعب كرة قدم أمريكية أمريكي، ولد في 1 ديسمبر 1991 في سان خوسيه في الولايات المتحدة.